# Oldenburg (Land)

Flagge des Großherzogtums Oldenburg ab 1871

Freistaat Oldenburg im Deutschen Reich 1925

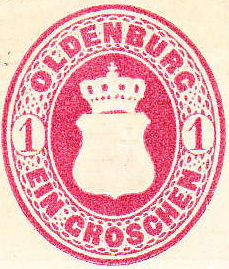
Historische Briefmarke des Landes Oldenburg

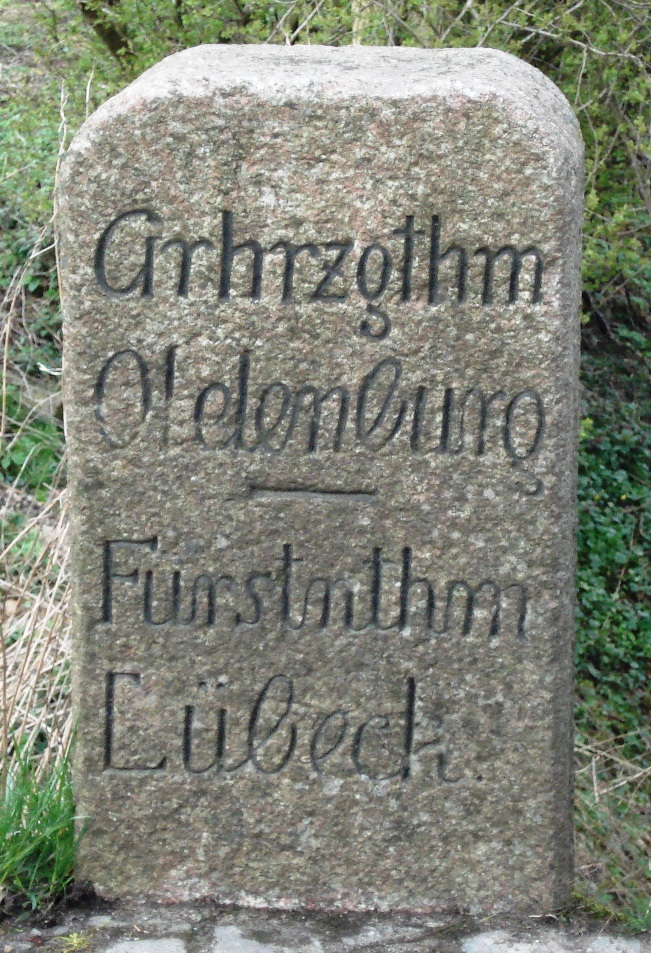
Großherzogtum Oldenburg – Grenzstein in Hassendorf

Oldenburg ist ein historisches Territorium im Nordwesten Deutschlands; Hauptstadt war Oldenburg. Seine Staatlichkeit erlangte das Gebiet im Hochmittelalter. Als unabhängiges Gebiet überstand es die napoleonischen Kriege, war Teil des Deutschen Bundes und wurde 1871 Gliedstaat des Deutschen Reiches (bis 1946).

## Geographie: Oldenburger Land
Das oldenburgische Staatswesen war zeitweise mit zahlreichen fernab gelegenen Exklaven verbunden. Ferner wurde das Land lange Zeit durch dänische Statthalter regiert. Als Oldenburger Land bezeichnet man im engeren Sinne den nördlichen, älteren Teil des Großherzogtums, insbesondere das Gebiet der alten Grafschaft Oldenburg. Der 1803 hinzugekommene Südteil des Landes wird Oldenburger Münsterland genannt. Hinzu kam das östlich der Weser gelegene Landwürden. In keinem Fall eingeschlossen sind unter dem Begriff Oldenburger Land allerdings die bis 1937 zu Oldenburg gehörenden Exklaven, also das seit 1773 oldenburgische Fürstentum Lübeck (der spätere Kreis Eutin im heutigen Ostholstein) und das seit 1817 oldenburgische Fürstentum Birkenfeld (im Nahegebiet).

## Geschichte

### Grafschaft Oldenburg 1108–1774
Oldenburg war im Heiligen Römischen Reich eine Grafschaft, die sich rund um die 1108 erstmals erwähnte Siedlung Oldenburg entwickelte und im Laufe der Geschichte größere Gebiete hinzugewinnen konnte. Die Oldenburger Grafen entstammten einem friesischen Fürstenhaus. Anfangs noch Vasallen des sächsischen Welfenfürsten Heinrichs des Löwen, nutzten sie dessen Entmachtung durch Kaiser Barbarossa zur Selbständigkeit. Die ersten Oldenburger gehörten dem Stamm der Rüstringer Friesen an. 1234 wurde das Land der ebenfalls friesischen Stedinger erworben, später weitere friesische Gebiete (Butjadingen, Rüstringen, Wurden) und zuletzt 1575 durch Erbschaft die Herrschaft Jever. Bedeutung erlangte Oldenburg, als Graf Dietrich von Oldenburg († 1440) eine Tochter Gerhards VI. von Schleswig-Holstein-Rendsburg heiratete. Dietrichs jüngerer Sohn führte die gräflich-oldenburgische Linie weiter, die 1667 erlosch. Dietrichs älterer Sohn Christian wurde 1448 als Christian I. zum König von Dänemark und 1460 zum Landesherrn der Herzogtümer Schleswig und Holstein gewählt. 1667 erbte diese Linie auch Oldenburg, das somit in Personalunion mit der Krone Dänemarks verbunden war. Die Herrschaften Jever und Kniphausen waren davon nicht betroffen. Die Herrschaft Jever kam testamentarisch an das Fürstentum Anhalt-Zerbst und fiel nach der Zerbster Teilung 1795 als sogenanntes Kunkellehen an die russische Zarin Katharina die Große.

### Herzogtum Oldenburg 1774–1918
Durch Ländertausch gelangte die Grafschaft Oldenburg im Vertrag von Zarskoje Selo am 27. August 1773 an das Oberhaupt des Hauses Schleswig-Holstein-Gottorf, den späteren Zaren Paul, der das Land vier Tage später seinem Vetter Friedrich August, dem Fürstbischof von Lübeck, abtrat, der daraufhin von Kaiser Joseph II. 1774/1777 in den Herzogsstand erhoben wurde. Das Herzogtum bestand somit aus zwei räumlich getrennten Teilgebieten: Oldenburg selbst und das Hochstift Lübeck mit der Residenzstadt Eutin. 1785 starb Friedrich August. Sein Neffe Peter Friedrich Ludwig übernahm für den geistesschwachen leiblichen Sohn Peter Friedrich Wilhelm als Koadjutor Nachfolge und Amtsgeschäfte. Unter ihm wurde Oldenburg wieder zur Residenzstadt. 1803 erlangte Oldenburg im Reichsdeputationshauptschluss im Tausch gegen den Elsflether Weserzoll als Entschädigung das hannoversche Amt Wildeshausen sowie aus dem aufgelösten Hochstift Münster die Ämter Vechta und Cloppenburg. Das Hochstift Lübeck wurde in ein erbliches Fürstentum umgewandelt. Obwohl das Land dem Rheinbund beigetreten war, wurde es von Napoleon Bonaparte 1810 Frankreich zugeschlagen. Der Herzog emigrierte nach Russland zu seinem Sohn Georg, der mit der Tochter des Zaren (Katharina Pawlowna) verheiratet war.

### Großherzogtum Oldenburg 1814–1918
Nach dem Sturz Napoleons kehrte der Herzog 1814 in sein Land zurück. Auf dem Wiener Kongress 1815 folgte die Erhebung zum Großherzogtum. Zusätzlich erhielt Oldenburg als weitere Exklave das Fürstentum Birkenfeld an der Nahe, so dass das Staatsgebiet nunmehr drei Teile umfasste. 1818 erhielt Oldenburg die Herrschaft Jever vom russischen Zaren Alexander I. zurück. Nach dem Tode Peter Friedrich Ludwigs 1829 übernahm sein Sohn Paul Friedrich August die Regierung und nannte sich erstmals Großherzog. Im Zuge der Deutschen Revolution trat am 28. Februar 1849 das Staatsgrundgesetz, die erste oldenburgische Verfassung, in Kraft. Es wurde bereits 1852 wieder revidiert. 1853 wurde Nikolaus Friedrich Peter Großherzog von Oldenburg. Unter seiner Regierung wurde 1854 die Herrschaft In- und Kniphausen zurückerworben. Im selben Jahr trat Oldenburg dem Deutschen Zollverein und 1867 dem Norddeutschen Bund bei. Im Deutsch-Dänischen Krieg 1864 blieb Oldenburg neutral. Im Deutschen Krieg 1866 kämpften oldenburgische Truppen auf Seiten Preußens gegen Österreich. Ebenfalls auf preußischer Seite nahm oldenburgisches Militär am Deutsch-Französischen Krieg 1870/1871 teil. Nach 47 Jahren Regierungszeit starb Nikolaus Friedrich Peter im Jahr 1900. Ihm folgte sein Sohn Friedrich August.

### Freistaat Oldenburg 1918–1946

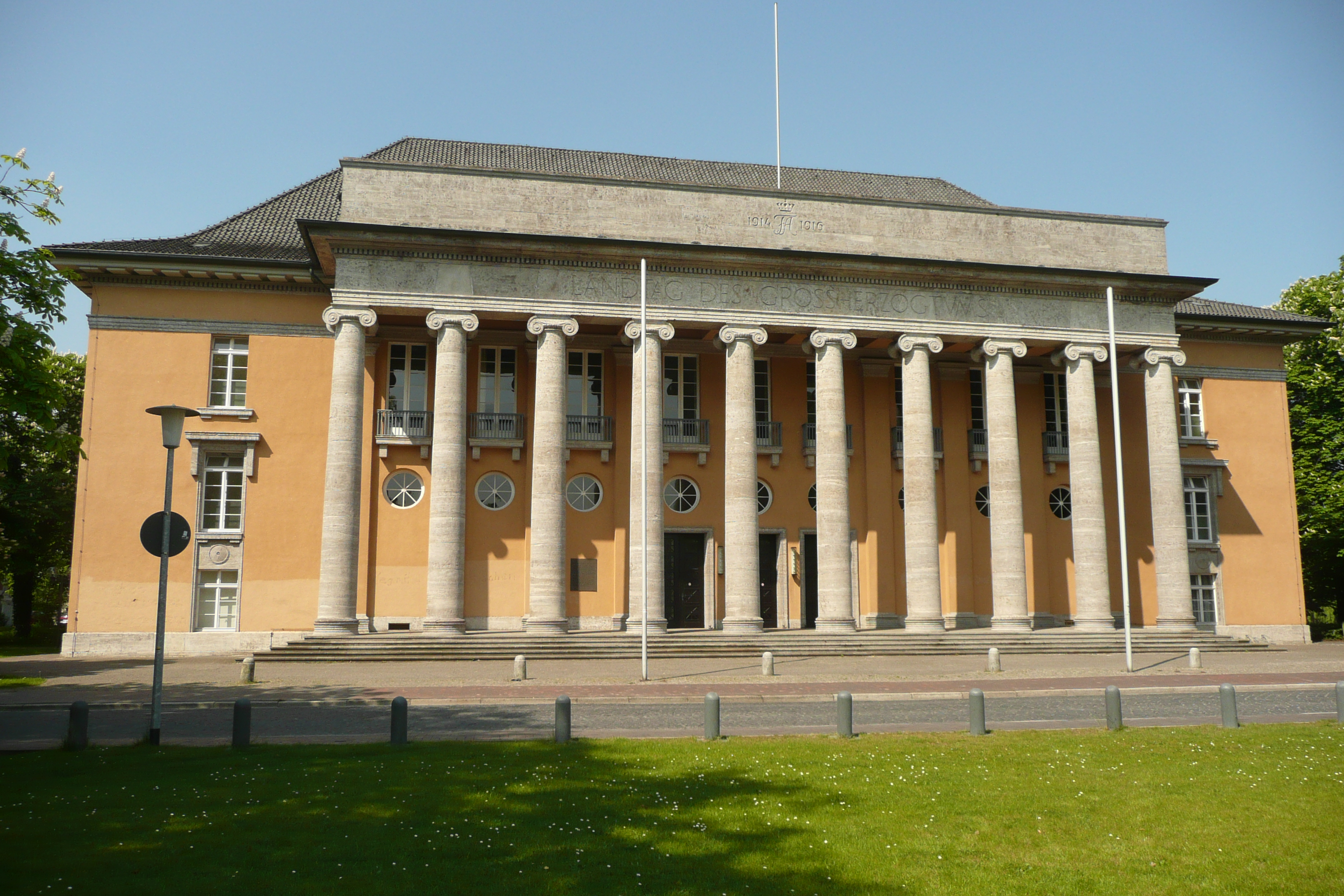
Oldenburgischer Landtag

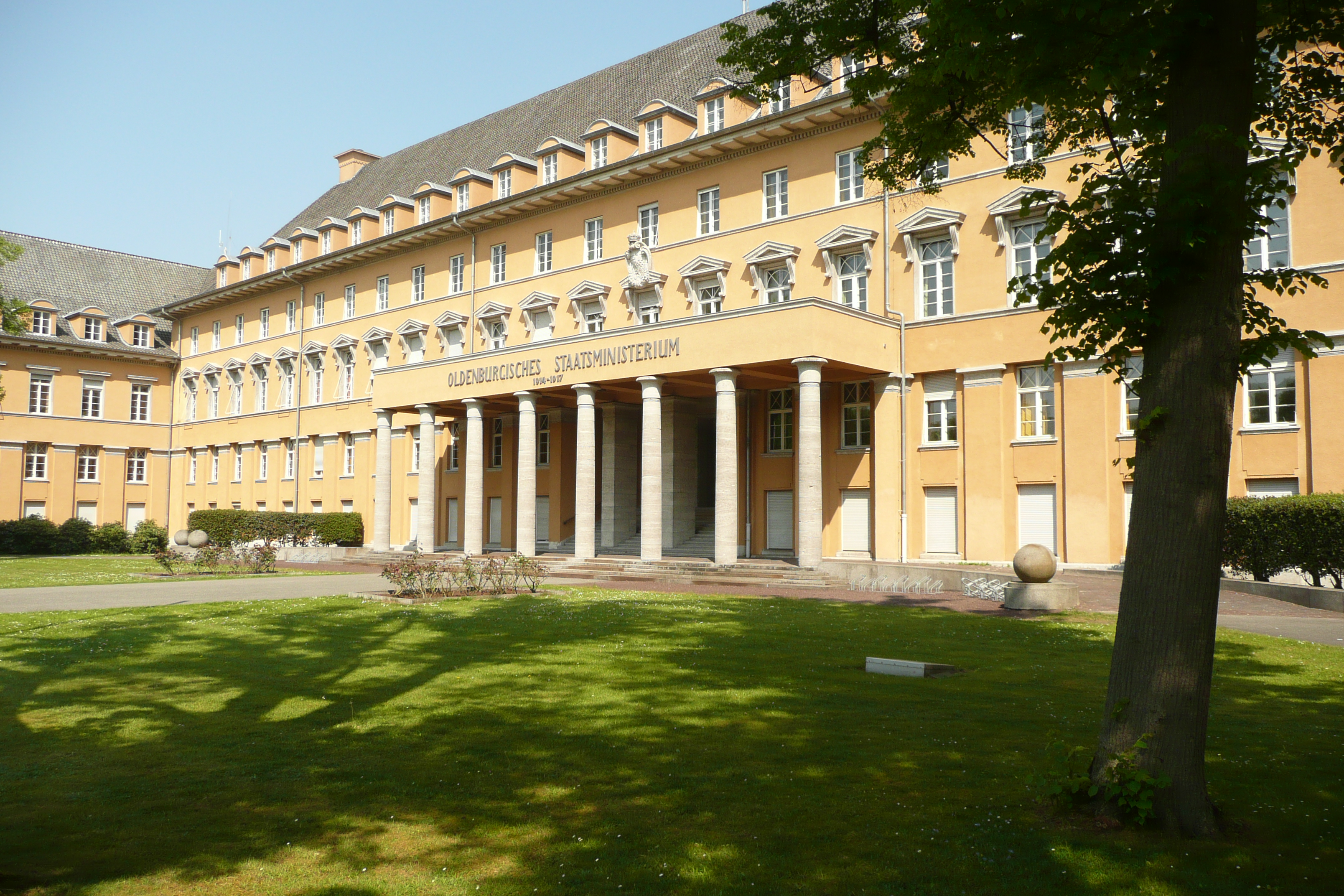
Oldenburgisches Staatsministerium, 1946 bis 2004 Sitz des Regierungspräsidenten

Nach dem Ersten Weltkrieg und dem Thronverzicht des Großherzogs Friedrich August wurde Oldenburg zur Republik. Als Freistaat Oldenburg blieb es ein Land des Deutschen Reichs. Die Demokratie hielt aber nur für kurze Zeit. Bereits zu den Landtagswahlen 1931 wurde die NSDAP die stärkste Fraktion und stellte 1932 den Ministerpräsidenten in einer Koalitionsregierung. In den folgenden Jahren wurde der Freistaat gleichgeschaltet. Mit der Verordnung Nr. 46 der britischen Militärregierung vom 23. August 1946 „betreffend die Auflösung der Provinzen des ehemaligen Landes Preußen in der Britischen Zone und ihre Neubildung als selbständige Länder“ wurde das Land Oldenburg dem Land Hannover als Verwaltungsbezirk Oldenburg eingegliedert.

### Gescheiterte Wiederherstellung der Eigenständigkeit
In einem Volksentscheid 1956 und am 19. Januar 1975 stimmten die Bürger gegen den Verbleib Oldenburgs im Land Niedersachsen und für die Eigenständigkeit. Der Bundestag lehnte es mit dem Gesetz vom 9. Januar 1976 jedoch ab, das Land Oldenburg wiederherzustellen.

## Heutige Situation
Für die kulturellen Belange im Oldenburger Land (einschließlich des Oldenburger Münsterlandes) ist die Oldenburgische Landschaft zuständig. Die Geschichte des Landes Oldenburg wird unter anderem im Schloss Oldenburg museal dargestellt.
Die Gebiete der ehemaligen Landesteile des Staates Oldenburg sind gegenwärtig auf fünf Bundesländer verteilt:
- Herzogtum/Landesteil Oldenburg:
  - Niedersachsen:
    - Landkreis Oldenburg, ohne Samtgemeinde Harpstedt
    - Landkreis Ammerland
    - Landkreis Cloppenburg
    - Landkreis Vechta
    - Landkreis Friesland
    - Landkreis Wesermarsch
    - Landkreis Diepholz (Gemeinde Stuhr)
    - Landkreis Leer (Ortsteil Idafehn der Gemeinde Ostrhauderfehn)
    - kreisfreie Stadt Oldenburg
    - kreisfreie Stadt Delmenhorst
    - kreisfreie Stadt Wilhelmshaven
    - Landkreis Cuxhaven (Gemeinde Landwürden)

  - Bremen
    - Bremerhaven (Luneplate, seit deren Umgliederung Ende 2009)

- Fürstentum/Landesteil Birkenfeld:
  - Rheinland-Pfalz:
    - Landkreis Birkenfeld (mittlerer Teil, vor allem Idar-Oberstein und Birkenfeld)

  - Saarland:
    - Landkreis St. Wendel (Teilgebiet im Raum Nohfelden)

- Fürstentum/Landesteil Eutin:
  - Schleswig-Holstein:
    - Kreis Ostholstein (nur Altkreis Eutin)

## Wappen und Landesfarben
Im 19. Jahrhundert wurde folgendes Wappen geführt: Ein quergeteilter Schild, oben gespalten, unten durch eine aufsteigende Spitze gespalten. Im ersten Feld sind zwei rote Querbalken in Gold (Oldenburg), im zweiten in Blau ein schwebendes goldenes Kreuz (Delmenhorst)‚ im dritten im blauen Feld ein schwebendes mit der Bischofsmütze bedecktes goldenes Kreuz (Fürstentum Lübeck), im vierten ein rot und weiß geschachtes Feld (Birkenfeld), in der Spitze im blauen Feld ein goldener gekrönter Löwe (Jever).
Die Landesfarben waren blau-rot, die Flagge blau mit einem roten Kreuz.